# Ronde van de Toekomst 1976
De wielerwedstrijd Ronde van de Toekomst 1976 (Frans: Tour de l'Avenir 1976) werd gehouden van 4 tot en met 12 september in Frankrijk.
Er werd overwegend in Franse Alpen gekoerst. De start vond plaats in Nice aan de Côte d'Azur waarna men al direct de bergen in ging (Hautes-Alpes, Isère en Ain). De finish was in Bourg-en-Bresse. 
Deze ronde bestond uit negen etappes waarvan de vijfde en de negende een individuele tijdrit was. Er was geen rustdag.

## Bijzonderheden
- Aan deze ronde deden uitsluitend landenploegen mee.
- De winnaar van deze ronde, de Zweed Sven-Åke Nilsson, heeft het klassement geleid van begin tot einde.
- Na afloop van deze ronde beklaagden diverse ploegleiders, waaronder de Nederlandse ploegleider Joop Middelink, zich bij de organisatie over de zwaarte van de koers die voor de jonge renners veel te moeilijk zou zijn. Van de Nederlandse ploeg waren al na twee etappes vier van de zes renners uit de strijd waardoor de ploeg niet meer voor het ploegenklassement in aanmerking kwam.

## Etappe-overzicht
| etappe  | datum        | start              | finish               | afstand | winnaar                 | klassementsleider |
| ------- | ------------ | ------------------ | -------------------- | ------- | ----------------------- | ----------------- |
| 1e      | 4 september  | Nice               | Isola                | 87,5 km | Sven-Åke Nilsson        | Sven-Åke Nilsson  |
| 2e      | 5 september  | Isola 2000         | Sampeyre             | 157 km  | Daniel Ceulemans        | Sven-Åke Nilsson  |
| 3e      | 6 september  | Sampeyre           | Embrun               | 122 km  | Tommy Prim              | Sven-Åke Nilsson  |
| 4e      | 7 september  | Gap                | Allevard             | 166 km  | Jiri Bartolzic          | Sven-Åke Nilsson  |
| 5e (it) | 8 september  | Allevard-les-Bains | Le Collet d'Allevard | 12 km   | Gilbert Chaumaz         | Sven-Åke Nilsson  |
| 6e      | 9 september  | Allevard           | Morzine              | 160 km  | Henk Lubberding         | Sven-Åke Nilsson  |
| 7e      | 10 september | Morzine            | Thonon-les-Bains     | 90 km   | Alain de Carvalho       | Sven-Åke Nilsson  |
| 8e      | 11 september | Thonon-les-Bains   | Bourg-en-Bresse      | 125 km  | Pierre Bazzo            | Sven-Åke Nilsson  |
| 9e (it) | 12 september | Bourg-en-Bresse    | Bourg-en-Bresse      | 26 km   | Gilbert Duclos-Lassalle | Sven-Åke Nilsson  |

## Eindklassementen

### Algemeen klassement
| rang | renner                   | land      | tijd        |
| ---- | ------------------------ | --------- | ----------- |
| 1    | Sven-Åke Nilsson         | Zweden    | 26u 43' 49" |
| 2    | Milos Hrazdira           | Tsjechië  | op 9' 07"   |
| 3    | Henk Lubberding          | Nederland | op 9' 55"   |
| 4    | Claude Chabanel          | Frankrijk | op 10' 44"  |
| 5    | Patrick Busolini         | Frankrijk | op 11' 52"  |
| 6    | Wim Myngheer             | België    | op 14' 41"  |
| 7    | Alberto Fernández Blanco | Spanje    | op 14' 45"  |
| 8    | Tommy Prim               | Zweden    | op 14' 49"  |
| 9    | Alain de Carvalho        | Frankrijk | op 16' 20"  |
| 10   | Didier Vanoverschelde    | België    | op 19' 15"  |

### Puntenklassement
| rang | renner           | land      | tijd |
| ---- | ---------------- | --------- | ---- |
| 1    | Jiri Bartolsic   | Tsjechië  | 61 p |
| 2    | Wim Myngheer     | België    | 60 p |
| 3    | Tommy Prim       | Zweden    | 59 p |
| 4    | Henk Lubberding  | Nederland | 57 p |
| 5    | Sven-Åke Nilsson | Zweden    | 45 p |

### Bergklassement
| rang | renner                    | land      | tijd |
| ---- | ------------------------- | --------- | ---- |
| 1    | Fernando Cabrera Martinez | Frankrijk | p    |